# Final de la Copa de las Naciones de la OFC 2002
El partido de fútbol celebrado el 14 de julio del año 2002 entre Australia y Nueva Zelanda jugado en el Ericsson Stadium de Auckland representó la final de la Copa de las Naciones de la OFC 2002, finalizado con resultado 1-0 a favor de la selección neozelandesa. Eso significó el tercer título para Nueva Zelanda en la Copa de las Naciones de la OFC cuando todos creían que Australia terminaría conquistando su cuarto título.

## Historia

### Antecedentes
Nueva Zelanda y Australia se habían enfrentado por la Copa de las Naciones de la OFC varias veces, en 1996 se habían encontrado en semifinales, con un 0:0 y un 3:0 a favor de Australia, el pasaje a la final fue australiano, en 1998 habían definido el título, y con gol de Mark Burton Nueva Zelanda se había llevado el trofeo. En el año 2000, en la edición disputada en Tahití, Australia había conseguido el título tras vencer 2:0 a la selección neozelandesa con tantos de Shaun Murphy y Craig Foster, lo que deja un saldo de 4 partidos en el máximo torneo continental oceánico, 1 victoria neozelandesa, 1 empate y 2 partidos ganados por Australia, Nueva Zelanda había convertido solo 1 gol y Australia 5. Sin contar la cantidad de veces que se enfrentaron en amistosos y por eliminatorias rumbo al Mundial de Fútbol.

### Día del Partido

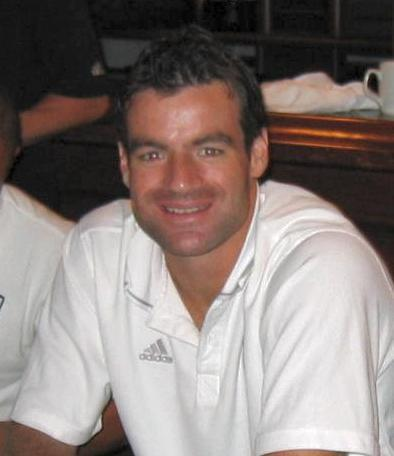
Ryan Nelsen, defensor neozelandés, convirtió el único gol del partido.

Australia llegaba muy entonado, había goleado en todos los partidos de la fase de grupos, terminando con 21 goles a favor en 3 partidos y ninguno en contra, llegando a ganar 11:0 (frente a Nueva Caledonia), había disputado 2 días antes la semifinal frente a Tahití donde se llevó un gran susto, ya que Tahití se había puesto en ventaja cuando se jugaban 38 minutos del primer tiempo, Australia logró empatar recién faltando 2 minutos para el final del partido, a los 88 minutos de juego. Mientras que al minuto 96, cuando se jugaba el sexto y último minuto de descuento, Australia logró el tan ansiado tanto que le daba confianza de cara a la final.
Nueva Zelanda también había vencido su grupo sin muchos problemas, 3 victorias, 19 goles a favor y tan solo 2 en contra. Con grandes partidos como el 9:1 a Papúa Nueva Guinea o el 6:1 a Islas Salomón. En semifinales había vencido ampliamente a Vanuatu por 3:0 con goles de Mark Burton (dos) y Chris Killen. La selección neozelandesa llegaba muy entonada además de que estaba teniendo una eficacia goleadora muy buena, Killen, Burton y Cambell estaban en su mejor nivel futbolístico.
En todos los medios australianos se creía que la selección no tendría mayores problemas para llevarse el título, mientras que los medios neozelandeses confiaban fuertemente en una selección plagada de estrellas en su mayor auge, Nelsen, Killen, Campbell, De Gregorio, Burton, Vicelich y Urlovich eran ejemplos de jugadores que estaban teniendo un nivel sobresaliente en la competición. A pesar de todo, Australia también tenía jugadores muy capacitados de buen nivel, como Depotovski, Mori, Chipperfield y Porter.

## Ficha del partido
|    | POR | Jason Petkovic     |  |
|    | DEF | Mehmed Durakovic   |  |
|    | DEF | Steve Horvat       |  |
|    | DEF | Patrick Kisnorbo   |  |
|    | DEF | Jade North         |  |
|    | MED | Angelo Costanzo    |  |
|    | MED | Ante Juric         |  |
|    | MED | Scott Chipperfield |  |
|    | MED | Fausto De Amicis   |  |
|    | DEL | Damian Mori        |  |
|    | DEL | Joel Porter        |  |
| DT | DT  | Frank Farina       |  |

|    | POR | Jason Batty    |  |
|    | DEF | Duncan Oughton |  |
|    | DEF | Chris Zoricich |  |
|    | DEF | Ryan Nelsen    |  |
|    | DEF | Gerard Davies  |  |
|    | MED | Chris Jackson  |  |
|    | MED | Simon Elliott  |  |
|    | MED | Ivan Vicelich  |  |
|    | MED | Mark Burton    |  |
|    | DEL | Chris Killen   |  |
|    | DEL | Aaron Lines    |  |
| DT | DT  | Mick Waitt     |  |

|  | DEL | Bobby Despotovski | 73' |
|  | DEF | Benjamín Tuki     | 82' |
|  | MED | Robert Middleby   | 82' |

|  | POR | James Bannatyne | 58' |

|  | 78' | Ryan Nelsen |

|  | 37' | Scott Chipperfield |
|  | 69' | Fausto De Amicis   |

|  | 19' | Ivan Vicelich  |
|  | 40' | Chris Jackson  |
|  | 63' | Chris Zoricich |

|    | POR | Jason Petkovic     |  |
|    | DEF | Mehmed Durakovic   |  |
|    | DEF | Steve Horvat       |  |
|    | DEF | Patrick Kisnorbo   |  |
|    | DEF | Jade North         |  |
|    | MED | Angelo Costanzo    |  |
|    | MED | Ante Juric         |  |
|    | MED | Scott Chipperfield |  |
|    | MED | Fausto De Amicis   |  |
|    | DEL | Damian Mori        |  |
|    | DEL | Joel Porter        |  |
| DT | DT  | Frank Farina       |  |

|    | POR | Jason Batty    |  |
|    | DEF | Duncan Oughton |  |
|    | DEF | Chris Zoricich |  |
|    | DEF | Ryan Nelsen    |  |
|    | DEF | Gerard Davies  |  |
|    | MED | Chris Jackson  |  |
|    | MED | Simon Elliott  |  |
|    | MED | Ivan Vicelich  |  |
|    | MED | Mark Burton    |  |
|    | DEL | Chris Killen   |  |
|    | DEL | Aaron Lines    |  |
| DT | DT  | Mick Waitt     |  |

|  | DEL | Bobby Despotovski | 73' |
|  | DEF | Benjamín Tuki     | 82' |
|  | MED | Robert Middleby   | 82' |

|  | POR | James Bannatyne | 58' |

|  | 78' | Ryan Nelsen |

|  | 37' | Scott Chipperfield |
|  | 69' | Fausto De Amicis   |

|  | 19' | Ivan Vicelich  |
|  | 40' | Chris Jackson  |
|  | 63' | Chris Zoricich |

- Datos: Q4600362